# جيليان وايتهيد
جيليان وايتهيد (بالإنجليزية: Gillian Whitehead)‏ هي ملحنة وموسيقية أسترالية ونيوزيلندية، ولدت في 23 أبريل 1941 في أوكلاند في نيوزيلندا.

## وصلات خارجية
- جيليان وايتهيد على موقع ميوزك برينز (الإنجليزية)
- جيليان وايتهيد على موقع أول ميوزيك (الإنجليزية)
- جيليان وايتهيد على موقع ديسكوغز (الإنجليزية)